# Verwaltungsgemeinschaft „Börde“ Wanzleben
Die Verwaltungsgemeinschaft „Börde“ Wanzleben war eine Verwaltungsgemeinschaft im Landkreis Börde in Sachsen-Anhalt.  
Sie wurde am 1. Januar 2004 aus den Verwaltungsgemeinschaften Sarretal-Wanzleben und „Börde“ Seehausen/Klein Wanzleben gebildet.
Am 1. Januar 2010 wurde sie aufgrund der Stadtgründung von Wanzleben-Börde aufgelöst.

## Die ehemaligen Mitgliedsgemeinden mit ihren Ortsteilen
- Bottmersdorf mit Klein Germersleben
- Domersleben
- Dreileben
- Eggenstedt
- Groß Rodensleben mit Bergen und Hemsdorf
- Hohendodeleben
- Klein Rodensleben
- Klein Wanzleben mit Meyendorf und Remkersleben
- Stadt Seehausen (Börde)
- Stadt Wanzleben mit den Ortsteilen Blumenberg, Buch, Schleibnitz und Stadt Frankfurt

## Belege
1. ↑  StBA: Gebietsänderungen vom 01. Januar bis 31. Dezember 2010